# الفصل في أيرلندا الشمالية

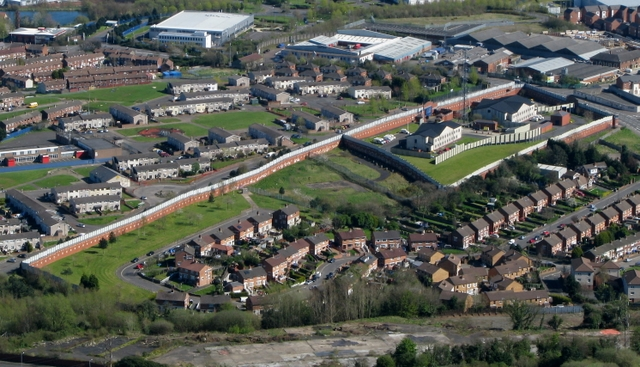
يسار"خط السلام" في بلفاست، الذي يفصل الأحياء البروتستانتية والكاثوليكية عن بعضها البعض.

الفصل في أيرلندا الشمالية قضية قائمة في التاريخ السياسي والاجتماعي لأيرلندا الشمالية منذ زمن طويل. يَقسِم الفصل كتلتي التصويت الرئيسيتين في أيرلندا الشمالية - القوميين الأيرلنديين/الجمهوريين (خاصة الرومان الكاثوليك) والاتحاديين/الموالين (خاصة البروتستانت). غالبًا ما يُنظر إلى الفصل على أنه سبب «المشكلات» ونتيجة لها.
أدت مجموعة من الاختلافات السياسية والدينية والاجتماعية، إلى جانب خطر التوتر والعنف الطائفيَين، إلى العزل الذاتي على نحو واسع بين الطائفتين. يعيش الكاثوليك والبروتستانت حياتين مفصولتين إلى حد كبير، في حالة سماها البعض «أبارتايد مفروض ذاتيًا». 

## التعليم
التعليم في أيرلندا الشمالية مفصول على نحو كبير. تضم معظم مدارس الدولة أغلبية بروتستانتية، ويرتاد معظم الأطفال الكاثوليك مدارس تديرها الكنيسة الكاثوليكية. بالإجمال، مازال 90% من الأطفال في أيرلندا الشمالية يذهبون إلى مدارس دينية مفصولة. والنتيجة، كما يصف أحد المعلقين، أن «الغالبية العظمى من أطفال أولستر يَمضون في حياتهم بين الرابعة والثامنة عشر عامًا دون إجراء محادثة جادة واحدة مع فرد من أفراد العقيدة المنافسة». يُنظر إلى التعليم المفصول بوصفه عاملًا رئيسيًا في الحفاظ على زواج الأقارب (الزواج ضمن المجموعة الواحدة). سعت حركة التربية الاندماجية إلى عكس الاتجاه السائد من خلال إنشاء مدارس غير طائفية مثل مدرسة بورتاداون الاندماجية الابتدائية. ولكن ما زالت هذه المدارس الاستثناء الوحيد من الاتجاه العام الذي يتبع التعليم المفصول. أُنشئت المدارس الاندماجية في أيرلندا الشمالية من خلال الجهود الطوعية للآباء. لم تشارك الكنائس في تطوير التربية الاندماجية. ولكن دعمت الكنيسة الكاثوليكية والطوائف البروتستانتية، إلى جانب مؤسسات الدولة، مشاريع المدارس العابرة اجتماعيًا مثل الرحلات الميدانية المشتركة والدروس التعليمية والمنتديات التي تسمح باجتماع الطلاب لمشاركة معتقداتهم وقيمهم وثقافاتهم. جادل الأكاديمي جون إتش وايت بقوله إن «العاملَين الأهم في تعزيز الفصل بين البروتستانت برمتهم والكاثوليك برمتهم هما زواج الأقارب والتعليم المفصول». 

## التوظيف
تاريخيًا، كان التوظيف في الاقتصاد الأيرلندي الشمالي مفصولًا بشكل كبير لصالح البروتستانت، خاصة في المستويات العليا من القطاع العام، وفي بعض قطاعات الاقتصاد المهمة آنذاك، مثل بناء السفن والهندسة الثقيلة، والمجالات المهمة استراتيجيًا كالشرطة. لذا كانت الهجرة للبحث عن العمل أكثر انتشارًا بين السكان الكاثوليك. ونتيجة لذلك، تحولت التركيبة السكانية لأيرلندا الشمالية لصالح غلبة تعداد البروتستانت الذين واصلوا صعودهم ذا المظهر المنيع في أواخر الخمسينات.
وصف المشاركون في استبيان جرى في عام 1987 أن 80% من القوى العاملة التي شملها الاستبيان تشغلها أغلبية من طائفة واحدة؛ و20% منها تشغلها طائفة واحدة بشكل ساحق، بلغت فيها نسبة الموظفين من طائفة واحدة 95-100% (كاثوليك أو بروتستانت). وكان الفصل أقل في المنظمات الكبرى، وانخفض بمرور السنوات.
قدمت الحكومة البريطانية قوانين ولوائح كثيرة منذ منتصف تسعينيات القرن الماضي لحظر التمييز على أسس دينية، ومارست لجنة التوظيف العادل (اسمها الأصلي وكالة التوظيف العادل) صلاحيات قانونية للتحقيق في مزاعم الممارسات التمييزية للشركات والمنظمات في أيرلندا الشمالية. أثر الأمر على مستوى الفصل بشكل واسع. 

## الزواج
بخلاف جمهورية أيرلندا ومعظم أجزاء بريطانيا العظمى، حيث الزاوج بين البروتستانت والكاثوليك ليس بغريب، من غير المألوف حدوث ذلك في أيرلندا الشمالية: من 1970 حتى التسعينيات، بلغت نسبة الزيجات العابرة اجتماعيًا 5% فقط. ظل هذا الرقم ثابتًا إلى حد كبير خلال المشاكل. ارتفع إلى ما بين 8 و12%، وفقًا لاستبيان لايف آند تايمز في أيرلندا الشمالية، في الأعوام 2003 و2004 و2005. أصبحت المواقف إزاء الزواج الكاثوليكي البروتستانتي أكثر دعمًا في السنوات الأخيرة (خاصة بين أفراد الطبقة المتوسطة) وكان الأصغر سنًا أكثر استعدادًا للزواج من شخص مختلف دينيًا مقارنةً بالأكبر سنًا. تخفي البيانات تباينًا إقليميًا مهمًا عبر أيرلندا الشمالية.